# Adetus flavescens
Adetus flavescens es una especie de escarabajo del género Adetus, familia Cerambycidae. Fue descrita científicamente por Melzer en 1934.
Habita en Brasil. Los machos y las hembras miden aproximadamente 7-9 mm. El período de vuelo de esta especie ocurre en el mes de noviembre.